# 呂金守
呂金守（1935年1月3日—2017年8月20日），臺灣屏東縣內埔鄉客家人，生於高雄市塩埕埔，詞曲作家。
呂孰諳客語、閩南語、日語，喜好吟唱，初在屏東開設腳踏車行，後隻身赴臺北市，擔任報社社員。公餘參加歌唱比賽，加入唱片公司，期間發揮其音樂天賦，將許多首膾炙人口的日語歌曲改編為臺語歌曲、客語歌曲，並推出客語專輯。
1970年代，其作品《醉彌勒》、《冷霜子》因配合黃俊雄布袋戲，紅極一時。其他臺語知名作品有《舊皮箱的流浪兒》（日本原曲，姑娘芳華正茂）、《斷魂嶺鐘聲淚》、《淡水河邊》（日本原曲，柳瀨藍調）、《賣鹽順仔》、《三年前的我》、《臺東人》等。客語作品則有《客家妹子》等。

## 外部連結
- 台灣客籍作曲家-呂金守小傳（1935-）-客家雲 Hakka Cloud（页面存档备份，存于） 最後更新：2017-01-23